# Girolamo Accoramboni
Girolamo Accoramboni (* 1469 in Gubbio; † 21. Februar 1537 in Rom) war ein italienischer Mediziner und Philosoph.
Er lehrte von 1505 bis 1514 praktische Medizin in Perugia, von 1515 bis 1527 theoretische Medizin in Rom. Außerdem lehrte er Philosophie in Padua.

## Werke
- Tractatus de lacte, nunc primum impressus; Venedig: Andreum de Rivabenis; 1536